# Šeštokai
Šeštokai è una località della Lituania, situata nella contea di Alytus.